# Serie A 1979 (calcio femminile)
L'edizione 1979 è stata la dodicesima edizione del campionato italiano di Serie A femminile di calcio.
La Lazio 1975 Lubiam ha conquistato il primo scudetto della sua storia. Il titolo di capocannoniere della Serie A è andato alla danese Susanne Augustesen, calciatrice del Conegliano, autrice di 29 gol. Il Foggia è stato retrocesso in Serie B.
L'Eurokalor Bologna si era ritirato il 23 marzo 1979 a calendario già compilato e ammesso a disputare il campionato di Serie C (regionale).
L'A.C.F. Conegliano rinuncia a nominare un nuovo presidente ed è radiata dai ruoli federali perché il Presidente effettivo, Walter Luccarelli, è squalificato fino al 10 ottobre 1981 e non aveva titolo a rappresentare la società e pagare le tasse di iscrizione, come ha effettivamente fatto. Al termine del campionato il Jolly Catania e il Metra Rodengo Saiano hanno rinunciato a iscriversi alla Serie A, dichiarando entrambe la propria inattività.

## Stagione

### Novità
Al termine della stagione 1978 il Valigi Perugia e il Livorno sono stati retrocessi in Serie B. Dalla Serie B 1978 sono stati promossi la Libertas e il Belluno, vincitori degli spareggi promozione della Serie B, più il Foggia e lo S.M.E.B. Messina, finaliste del girone E della Serie B (Campionato Meridionale).
Successivamente lo S.M.E.B. Messina rinuncia all'iscrizione alla Serie A, così come il Padova che aveva chiesto e ottenuto un anno di inattività per causa di forza maggiore. Quindi, il campionato, che doveva essere ampliato a 14 squadre, è rimasto a 12 squadre.
Avvengono inoltre i seguenti cambi di denominazione:
- da C.F. Jolly Componibili Cutispoti a C.F. Jolly Catania di Catania;
- da S.S. Lazio C.F. Lubiam a S.S. Lazio C.F. 1975 Lubiam di Roma;
- da A.C.F. Mediolanum Milan a A.C.F. Milan di Milano;
- da A.C.F. Roma Italparati a A.C.F. Giolli Gelati Roma di Roma;
- da A.C.F. Verona Ortoflor a A.C.F. Verona di Vigasio.

### Formato
A seguito del ritiro dell'Eurokalor Bologna, le 11 squadre partecipanti si affrontano in un girone all'italiana con partite di andata e ritorno per un totale di 20 giornate e con due turni complessivi di riposo per ciascuna squadra. L'ultima classificata retrocede in Serie B.

### Avvenimenti
Con delibera del 17 ottobre 1979 il C.N.G., per la gara dell'8 luglio 1979 Conegliano-Giolli Gelati Roma, ha penalizzato di 3 punti per illecito sportivo il Conegliano e di 1 punto la Giolli Gelati Roma dando partita persa ad entrambe per 2-0.

## Squadre partecipanti
| Club                 | Città               | Stagione precedente    |
| -------------------- | ------------------- | ---------------------- |
| Belluno              | Belluno             | 1º posto in Serie B/C  |
| Conegliano           | Conegliano (TV)     | 3º posto in Serie A    |
| Eurokalor Bologna    | Bologna             | 5º posto in Serie A    |
| Foggia               | Foggia              | finalista in Serie B/E |
| Giolli Gelati Roma   | Roma                | 10º posto in Serie A   |
| Gorgonzola           | Gorgonzola (MI)     | 4º posto in Serie A    |
| Jolly Catania        | Catania             | Campione d'Italia      |
| Lazio 1975 Lubiam    | Roma                | 2º posto in Serie A    |
| Libertas             | Como                | 1º posto in Serie B/B  |
| Metra Rodengo Saiano | Rodengo Saiano (BS) | 7º posto in Serie A    |
| ACF Milan            | Milano              | 6º posto in Serie A    |
| Verona Ortoflor      | Vigasio (VR)        | 8º posto in Serie A    |

## Classifica finale
|  | Pos. | Squadra              | Pt       | G  | V  | N | P  | GF | GS | DR  |
|  | ---- | -------------------- | -------- | -- | -- | - | -- | -- | -- | --- |
|  | 1.   | Lazio 1975 Lubiam    | 33       | 20 | 15 | 3 | 2  | 50 | 7  | +43 |
|  | 2.   | Conegliano           | 31       | 20 | 15 | 4 | 1  | 59 | 5  | +54 |
|  | 3.   | Jolly Catania        | 25       | 20 | 11 | 4 | 5  | 41 | 12 | +29 |
|  | 4.   | Gorgonzola           | 24       | 20 | 10 | 5 | 5  | 39 | 23 | +16 |
|  | 5.   | ACF Milan            | 24       | 20 | 11 | 2 | 7  | 29 | 19 | +10 |
|  | 6.   | Metra Rodengo Saiano | 19       | 20 | 6  | 7 | 7  | 20 | 33 | -7  |
|  | 7.   | Libertas             | 17       | 20 | 6  | 5 | 9  | 16 | 25 | -9  |
|  | 8.   | Belluno              | 16       | 20 | 5  | 6 | 9  | 21 | 36 | -15 |
|  | 9.   | Verona Ortoflor      | 15       | 20 | 6  | 3 | 11 | 19 | 36 | -17 |
|  | 10.  | Giolli Gelati Roma   | 6        | 20 | 2  | 3 | 15 | 13 | 40 | -27 |
|  | 11.  | Foggia               | 2        | 20 | 1  | 0 | 19 | 9  | 84 | -75 |
|  | ---  | Eurokalor Bologna    | Ritirato |    |    |   |    |    |    |     |

Legenda:
      Campione d'Italia
      Retrocesse in Serie B 1980
Note:
Due punti a vittoria, uno a pareggio, zero a sconfitta.

## Risultati

### Calendario
| andata     | 1ª giornata          | ritorno    |
| 1 apr 1979 |                      | 1 lug 1979 |
| 3-1        | Gorgonzola-Milan     | 3-1        |
| 2-0        | Jolly CT-Giolli Roma | 6-0        |
| 6-0        | Conegliano-Belluno   | 3-0        |
| 2-0        | Lazio 1975-Rodengo   | 1-1        |
| 1-0        | Libertas-Verona      | 2-2        |
|            | Riposa: Foggia       |            |

| andata      | 4ª giornata           | ritorno    |
| 22 apr 1979 |                       | 9 set 1979 |
| 2-2         | Rodengo-Belluno       | 1-1        |
| 1-2         | Milan-Conegliano      | 0-2        |
| 0-2         | Verona-Lazio 1975     | 0-4        |
| 4-0         | Giolli Roma-Foggia    | 1-2        |
| 0-0         | Gorgonzola-Jolly CT   | 1-0        |
|             | Riposa: Libertas Como |            |

| andata      | 7ª giornata         | ritorno     |
| 13 mag 1979 |                     | 30 set 1979 |
| 0-2         | Rodengo-Milan       | 0-1         |
| 1-5         | Foggia-Gorgonzola   | 0-8         |
| 1-0         | Lazio 1975-Libertas | 2-1         |
| 0-0         | Conegliano-Jolly CT | 2-0         |
| 1-3         | Verona-Belluno      | 0-0         |
|             | Riposa: Giolli Roma |             |

| andata      | 10ª giornata           | ritorno     |
| 10 giu 1979 |                        | 21 ott 1979 |
| 2-0         | Milan-Verona           | 3-0         |
| 3-1         | Gorgonzola-Giolli Roma | 0-2         |
| 0-1         | Libertas-Belluno       | 0-2         |
| 1-1         | Jolly CT-Rodengo       | 0-1         |
| 11-1        | Conegliano-Foggia      | 4-0         |
|             | Riposa: Lazio 1975     |             |

| andata     | 2ª giornata            | ritorno    |
| 8 apr 1979 |                        | 8 lug 1979 |
| 4-0        | Rodengo-Foggia         | 2-1        |
| 1-1        | Milan-Libertas         | 3-0        |
| 0-1        | Verona-Jolly CT        | 2-6        |
| 0-0        | Giolli Roma-Conegliano | [ 1 ]      |
| 0-3        | Belluno-Lazio 1975     | 1-4        |
|            | Riposa: Gorgonzola     |            |

| andata      | 5ª giornata           | ritorno     |
| 29 apr 1979 |                       | 16 set 1979 |
| 2-0         | Lazio 1975-Milan      | 1-1         |
| 4-0         | Jolly CT-Libertas     | 0-0         |
| 0-2         | Foggia-Verona         | 2-4         |
| 1-2         | Giolli Roma-Rodengo   | 0-1         |
| 5-0         | Conegliano-Gorgonzola | 3-1         |
|             | Riposa: Belluno       |             |

| andata      | 8ª giornata         | ritorno    |
| 20 mag 1979 |                     | 7 ott 1979 |
| 2-0         | Verona-Giolli Roma  | 2-1        |
| 1-0         | Milan-Belluno       | 2-0        |
| 0-0         | Gorgonzola-Rodengo  | 1-1        |
| 1-0         | Libertas-Foggia     | 2-0        |
| 0-1         | Jolly CT-Lazio 1975 | 1-2        |
|             | Riposa: Conegliano  |            |

| andata      | 11ª giornata         | ritorno     |
| 17 giu 1979 |                      | 28 ott 1979 |
| 0-7         | Foggia-Lazio 1975    | 0-7         |
| 0-3         | Verona-Gorgonzola    | 2-1         |
| 1-3         | Giolli Roma-Libertas | 0-2         |
| 0-3         | Belluno-Jolly CT     | 2-3         |
| 0-6         | Rodengo-Conegliano   | 0-9         |
|             | Riposa: Milan        |             |

| andata      | 3ª giornata            | ritorno    |
| 15 apr 1979 |                        | 2 set 1979 |
| 0-2         | Foggia-Belluno         | 1-3        |
| 1-0         | Jolly CT-Milan         | 2-0        |
| 1-0         | Conegliano-Verona      | 3-0        |
| 3-0         | Lazio 1975-Giolli Roma | 5-0        |
| 0-1         | Libertas-Gorgonzola    | 0-4        |
|             | Riposa: Rodengo        |            |

| andata     | 6ª giornata           | ritorno     |
| 6 mag 1979 |                       | 23 set 1979 |
| 0-0        | Belluno-Giolli Roma   | 1-1         |
| 2-1        | Milan-Foggia          | 4-0         |
| 0-0        | Libertas-Conegliano   | 0-0         |
| 0-1        | Rodengo-Verona        | 1-1         |
| 0-3        | Gorgonzola-Lazio 1975 | 0-0         |
|            | Riposa: Jolly CT      |             |

| andata     | 9ª giornata           | ritorno     |
| 3 giu 1979 |                       | 14 ott 1979 |
| 1-2        | Giolli Roma-Milan     | 0-2         |
| 2-4        | Belluno-Gorgonzola    | 1-1         |
| 0-1        | Rodengo-Libertas      | 3-2         |
| 0-6        | Foggia-Jolly CT       | 0-5         |
| 0-1        | Lazio 1975-Conegliano | 0-1         |
|            | Riposa: Verona        |             |

## Verdetti finali
- La Lazio 1975 Lubiam è Campione d'Italia 1979.
- Il Foggia retrocede in Serie B.